# جنرال مايجور
```
جنرال مايجور
، أختصار 
GenMaj
، (الإنجليزية: رئيسي) هو رتبة 
ضابط عام
 في العديد من البلدان، وهو مطابق لرتبة 
لواء
.
```

وهي حاليا ثالث أعلى رتبة ضابط عام في الجيش الألماني ( هير ) ، القوات الجوية الألمانية ( Luftwaffe ). تُستخدم هذه الرتبة أيضًا في القوات المسلحة النمساوية، ولكنها تُختصر باسم GenMjr.
تاريخيا، تم تعويض صفوف الجيش الألماني لجنرالاتهم قبل عام 1945 من قبل واحد من التسميات الغربية. وهكذا، قبل عام 1945 كانت رتبة جنرال في الجيش الألماني تعادل رتبة العميد في الغرب، وهكذا دواليك.

## شارة الرتبة
يوجد على شرائط الكتف (للجيش وسلاح الجو) نقطتان ذهبيتان (نجوم) بأوراق البلوط الذهبي.
| هير                                                                                  | وفتوافا                                                       | ... لخدمة موحدة                       |
| ------------------------------------------------------------------------------------ | ------------------------------------------------------------- | ------------------------------------- |
| - Generalmajor (بدلة الحقل) - Generalmajor (متقاعد) - العام stabsarzt ( طب الأسنان ) | - Generalmajor (بدلة الحقل) - العام stabsarzt ( الطب البشري ) | - الأرابيسك (حق) - الأرابيسك (اليسار) |